# Kefar Jehoszua
Kefar Jehoszua (hebr. כְּפַר יְהוֹשֻׁעַ; ang. Kefar Yehoshua lub Kfar Yehoshua) – moszaw położony w Samorządzie Regionu Emek Jizre’el, w Dystrykcie Północnym, w Izraelu.

## Położenie
Moszaw jest położony na wysokości 52 metrów n.p.m. w zachodniej części intensywnie użytkowanej rolniczo Doliny Jezreel w Dolnej Galilei, na północy Izraela. Okoliczny teren jest płaski, i delikatnie opada w kierunku południowo-zachodnim. Na zachód od moszawu przepływa strumień Betlejem, a na wschód strumień Nahalal. Wpadają one do przepływającej na południu rzeki Kiszon. W odległości 4 km na zachód od osady wznosi się masyw góry Karmel. W jego otoczeniu znajduje się miasto Jokne’am, miasteczka Kirjat Tiwon i Ramat Jiszaj, moszawy Sede Ja’akow, Bet Sze’arim, Nahalal i Kefar Baruch, kibuce Ramat Dawid, Gewat, Sarid, Miszmar ha-Emek i Ha-Zore’a, oraz moszawa Jokne’am. Na wschód od osady znajduje się baza lotnicza Ramat Dawid.
Kefar Jehoszua jest położony w Samorządzie Regionu Emek Jizre’el, w Poddystrykcie Jezreel, w Dystrykcie Północnym Izraela.

## Historia

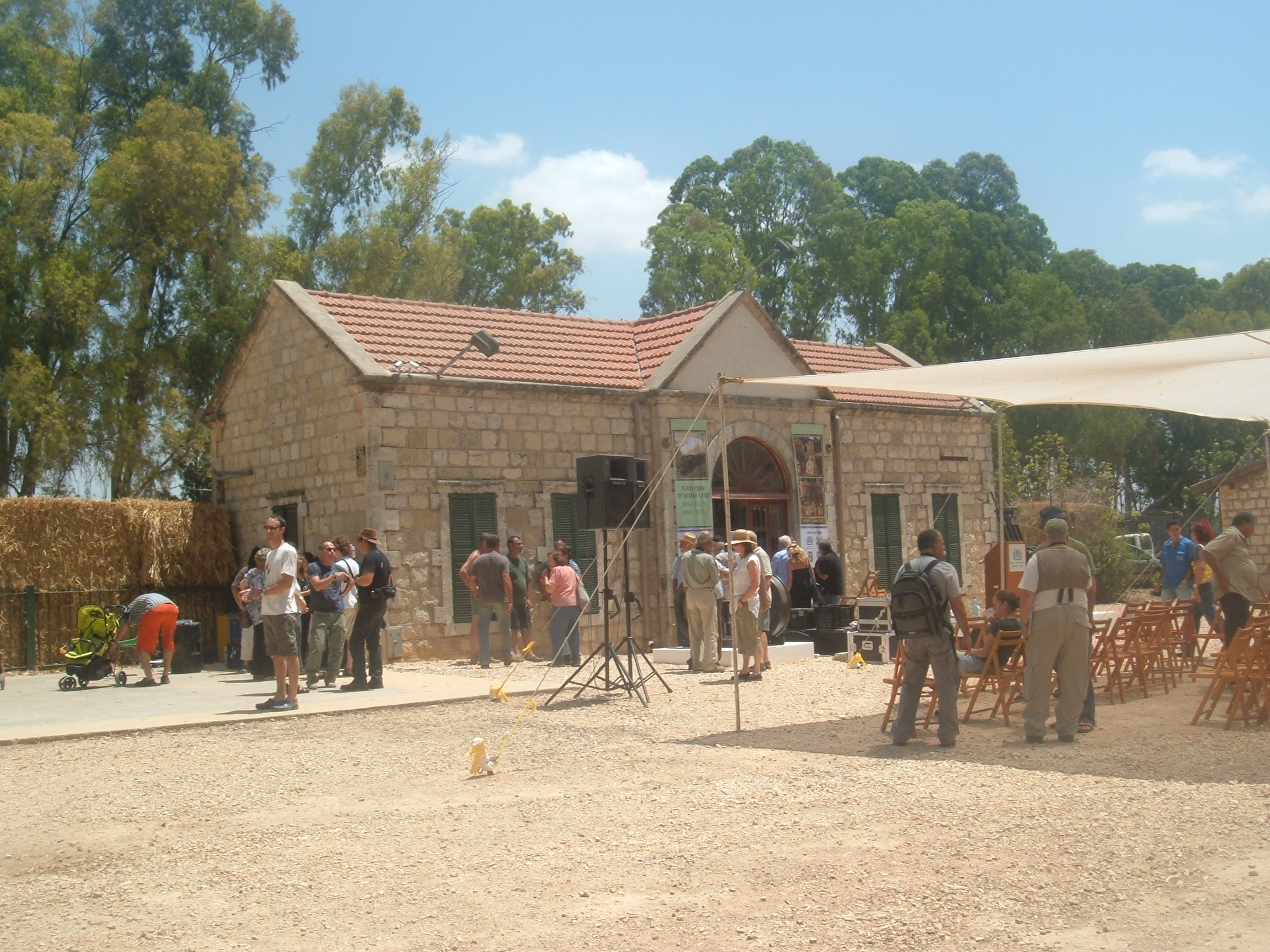
Muzeum kolejnictwa w moszawie Kefar Jehoszua

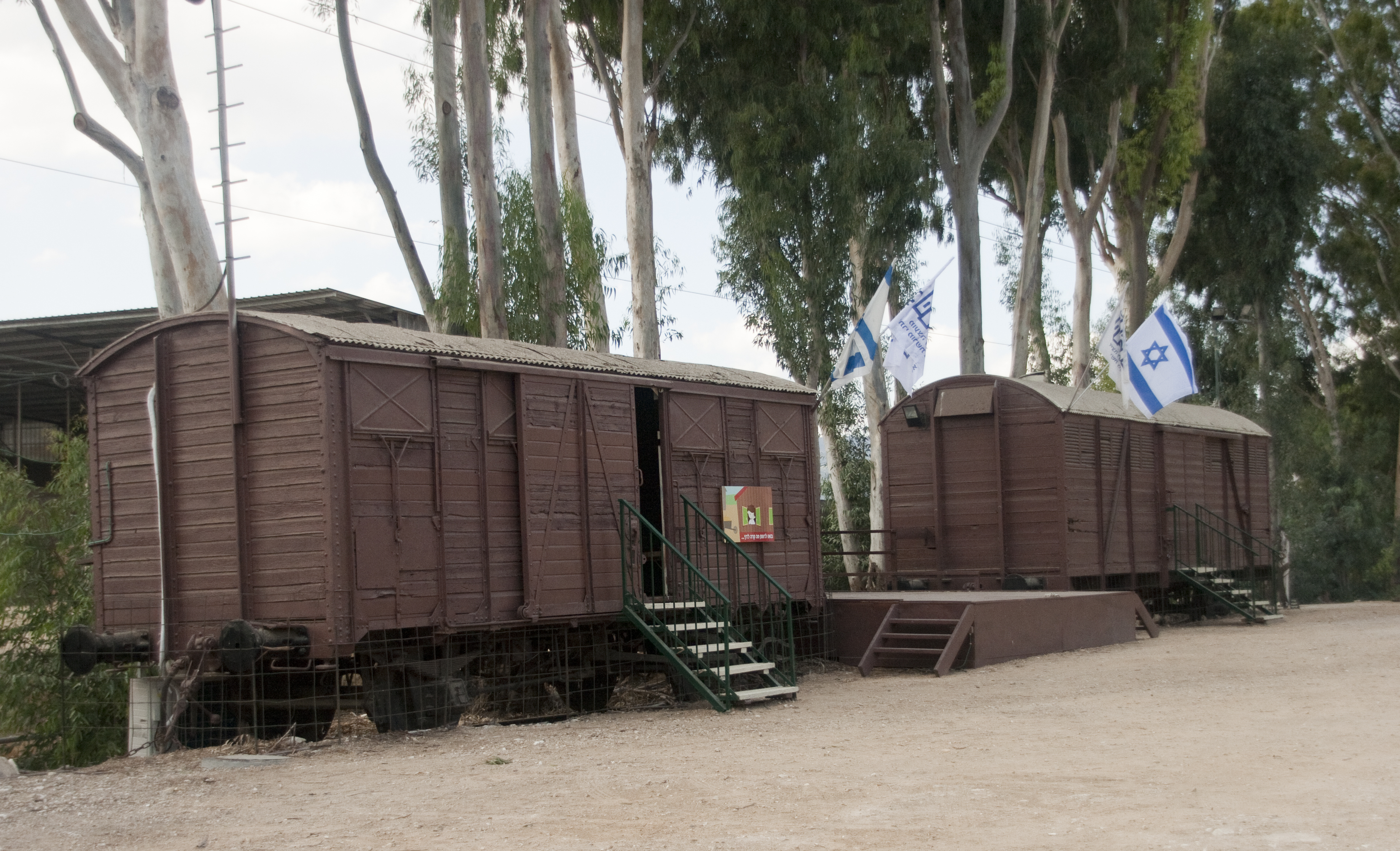
Muzeum kolejnictwa w moszawie Kefar Jehoszua

W wyniku I wojny światowej w 1918 roku cała Palestyna przeszła pod panowanie Brytyjczyków, którzy w 1922 roku formalnie utworzyli na tym obszarze Mandat Palestyny. Stworzyło to warunki do rozwoju osadnictwa żydowskiego w Palestynie. W latach 20. XX wieku organizacje syjonistyczne wykupiły znaczne grunty w Dolinie Jezreel. Grupa założycielska zawiązała się w latach 1920-1924 i przeszła szkolenie rolnicze w moszawie Nahalal w Dolinie Jezreel. W owym czasie dużo dyskutowano na temat zasad organizacji osad rolniczych. Członkowie grupy uważali, że do prawidłowego życia osady konieczna jest współpraca, nawet kosztem wolności indywidualnej. Dlatego dążyli do utworzenia własnej osady, która miała być syntezą zasad moszawu i kibucu. Projekt budowy osady przygotował architekt Richard Kaufmann, który wcześniej opracował kolisty projekt moszawu Nahalal. Nowa osada miała mieć kształt trochę mniej symetryczny i nie tak dokładnie kolisty jak to miało miejsce w Nahalal. Na jej lokalizację wybrano miejsce położone przy stacji kolejowej Tel asz-Szamam. Przebiegała tędy linia kolejowa Doliny będąca odnogą linii Kolei Hidżaskiej, która łączyła Damaszek z Medyną. Odnoga przebiegająca przez Dolinę Jezreel łączyła główną linię kolejową z miastem portowym Hajfa. Takie położenie nowej osady gwarantowało łatwy dostęp do transportu, a jednocześnie stwarzało większe poczucie bezpieczeństwa ze strony brytyjskich sił policyjnych chroniących kolej. W rejonie stacji kolejowej Tel asz-Szamam rozciągały się bagna, których wodę wykorzystywano do lokomotyw parowych. Przy stacji wybudowano warsztat naprawczy lokomotyw, wieżę wodną oraz skład węgla. W jej sąsiedztwie, w dniu 12 sierpnia 1927 roku został założony moszaw Kefar Jehoszua, nazwany na cześć syjonistycznego działacza Jehoszuji Chankina. Poszukując skutecznego rozwiązania narastającego konfliktu izraelsko-arabskiego w dniu 29 listopada 1947 roku została przyjęta Rezolucja Zgromadzenia Ogólnego ONZ nr 181. Zakładała ona między innymi, że moszaw Kefar Jehoszua miał znaleźć się w granicach nowo utworzonego państwa żydowskiego. Arabowie odrzucili tę rezolucję i dzień później doprowadzili do wybuchu wojny domowej w Mandacie Palestyny. Na samym jej początku siły Arabskiej Armii Wyzwoleńczej zajęły pobliskie wioski i sparaliżowały żydowską komunikację w regionie. Dopiero działania podjęte podczas I wojny izraelsko-arabskiej w 1948 roku zabezpieczyły całą Dolinę Jezreel, umożliwiając dalszy rozwój żydowskiego osadnictwa. Konsekwencje wojenne doprowadziły jednak do unieruchomienia tutejszej linii kolejowej. Stacja kolejowa w Kefar Jehoszua było po raz ostatni użyta w listopadzie 1951 roku. W latach 80. XX wieku moszaw znalazł się w głębokim kryzysie gospodarczym. Z tego powodu w 1998 roku przeprowadzono częściową prywatyzację. W kolejnych latach w północnej części moszawu wybudowano nowe osiedle mieszkaniowe.

## Demografia
Większość mieszkańców moszawu jest Żydami, jednak nie wszyscy identyfikują się z judaizmem. Tutejsza populacja jest świecka:

## Gospodarka i infrastruktura
Gospodarka moszawu opiera się na intensywnym rolnictwie. Uprawia się głównie bawełnę i pomidory. Jest tutaj szkółka drzewek owocowych oraz liczne szklarnie. Dodatkowo jest ferma drobiu i obora bydła mlecznego. Część mieszkańców dojeżdża do pracy poza moszawem. Z przemysłu jest tutaj zakład A.A.H. Plast Ltd., specjalizujący się w produkcji narzędzi i zintegrowanych projektów dla potrzeb elektroniki, mechaniki, hydrauliki i elektrotechniki. W moszawie znajduje się przychodnia zdrowia, sklep wielobranżowy i warsztat mechaniczny.

## Transport
Z moszawu można wyjechać na północ i na południe. W kierunku północnym prowadzi lokalna droga do miasteczka Ramat Jiszaj i drogi ekspresowej nr 75. W kierunku południowym prowadzi lokalna droga, którą dojeżdża się do drogi prowadzącej do bazy lotniczej Ramat Dawid. Jadąc nią w kierunku wschodnim dojeżdża się do drogi nr 722 łączącej drogę ekspresową nr 75 z węzłem drogowym drogi ekspresowej nr 70 i drogi nr 66. Inna lokalna droga umożliwia dojechanie do położonego na północnym zachodzie moszawu Sede Ja’akow.

## Edukacja i kultura
Moszaw utrzymuje przedszkole. Dodatkowo jest tutaj szkoła podstawowa, w której uczą się dzieci z okolicznych wiosek. Starsze dzieci są dowożone do szkoły średniej w moszawie Nahalal. Wyjątkową instytucją jest Szkoła Cyrkowa Kefar Jehoszua. W moszawie znajduje się ośrodek kultury z biblioteką oraz muzeum Jehoszuy Hankina (obecnie zamknięte z powodu braku środków). Artysta Eli Szamir zaprojektował tutaj centrum sztuki mozaiki. Z obiektów sportowych jest basen pływacki, sala sportowa z siłownią i boiska. W moszawie jest także synagoga i mykwa.

## Turystyka
W moszawie znajduje się niewielki ogród botaniczny założony przez Ilana Tal. W obrębie ogrodu urządzono skalniak, a większość roślin przedstawia historię regionalnego rozwoju doliny. Na zachód od osady wznosi się Wzgórze Lisów, z którego roztacza się widok na całą okolicę. Na wzgórze prowadzą trzy ścieżki spacerowe. Na szczycie urządzono miejsce piknikowe. Jednak największą lokalną atrakcją turystyczną jest Muzeum Kolejnictwa urządzone na terenie zachowanej stacji kolejowej Kefar Jehoszua. Budynek dworca odrestaurowano w 2005 roku.

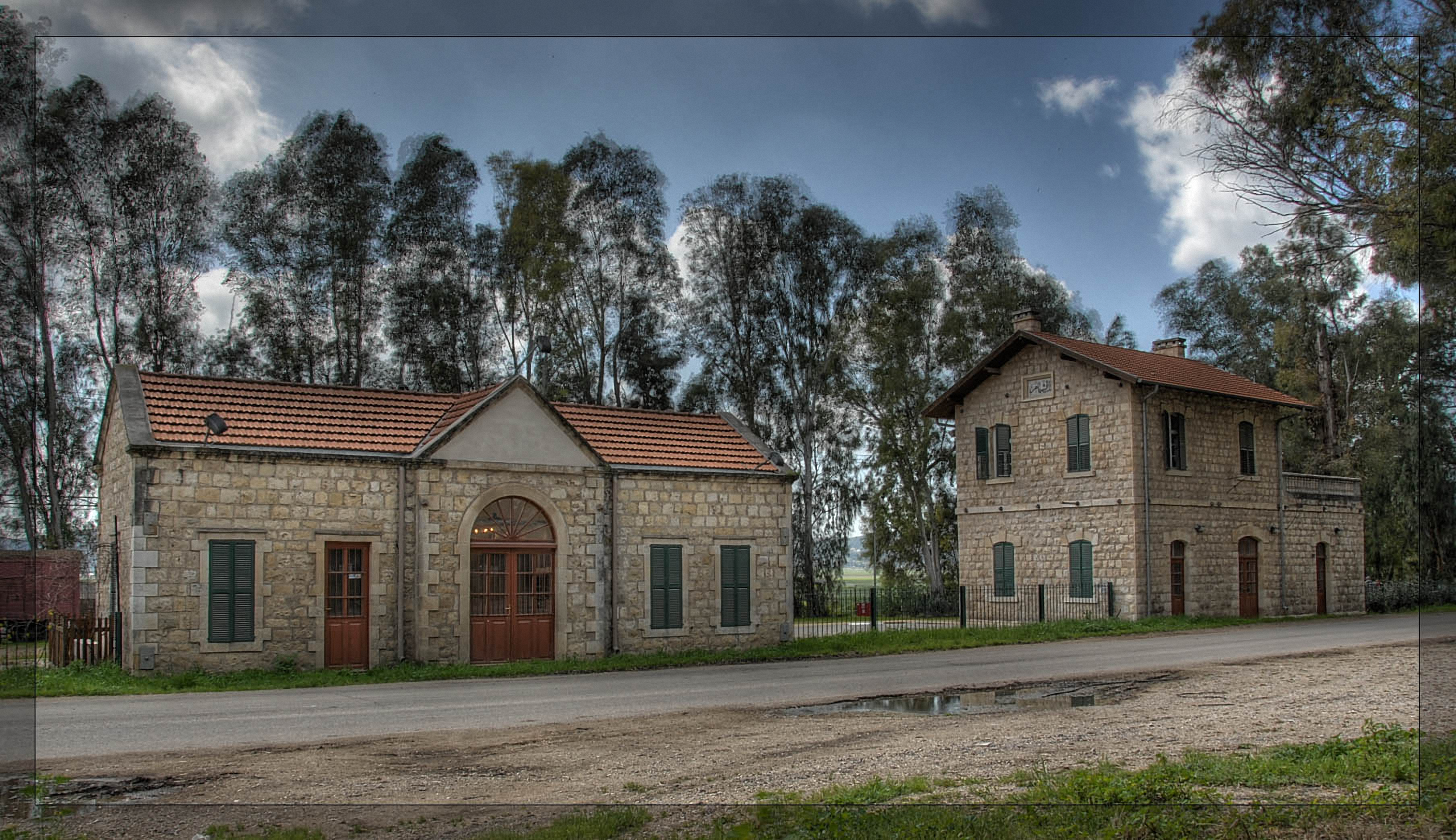
Stacja kolejowa Kefar Jehoszua